# Laurent Mangel
Laurent Mangel (Vesoul, 22 de mayo de 1981) es un exciclista francés.
Pasó a profesional en 2005 y corrió hasta el año 2008 con el equipo AG2R Prévoyance. En 2009 fichó por el equipo Besson Chaussures-Sojasun. En 2007 quedó segundo en la 16.ª etapa del Giro de Italia, solamente superado por Stefano Garzelli.
El 30 de septiembre de 2014 anunció su retirada del ciclismo tras diez temporadas como profesional y con 33 años de edad.

## Palmarés
2004
- Tour de Bretaña, más 2 etapas
- Tour Nord-Isère, más 1 etapa

2005
- 1 etapa de los Boucles de la Mayenne

2006
- 1 etapa del Tour de Langkawi

2009
- 1 etapa del Tour de Bretaña
- 1 etapa del Tour de Gévaudan

2010
- Clásica de Loire-Atlantique
- 1 etapa del Tour de Valonia
- 1 etapa de los Boucles de la Mayenne

## Resultados en Grandes Vueltas
| Carrera | Carrera         | 2005 | 2006 | 2007  | 2008 | 2009 | 2010 | 2011  | 2012 | 2013 | 2014  |
| ------- | --------------- | ---- | ---- | ----- | ---- | ---- | ---- | ----- | ---- | ---- | ----- |
|         | Giro de Italia  | —    | —    | 112.º | 93.º | —    | —    | —     | —    | —    | —     |
|         | Tour de Francia | —    | —    | —     | —    | —    | —    | 122.º | —    | —    | —     |
|         | Vuelta a España | —    | —    | —     | —    | —    | —    | —     | —    | Ab.  | 153.º |

—: no participa

Ab.: abandono

## Equipos
- Ag2r (2005-2008)
  - Ag2r Prévoyance (2005-2007)
  - Ag2r La Mondiale (2008)
- Sojasun (2009-2012)
  - Besson Chaussures-Sojasun (2009)
  - Saur-Sojasun (2010-2012)
- FDJ.fr (2013-2014)